# Heinrich Andreas Sophus Petersen

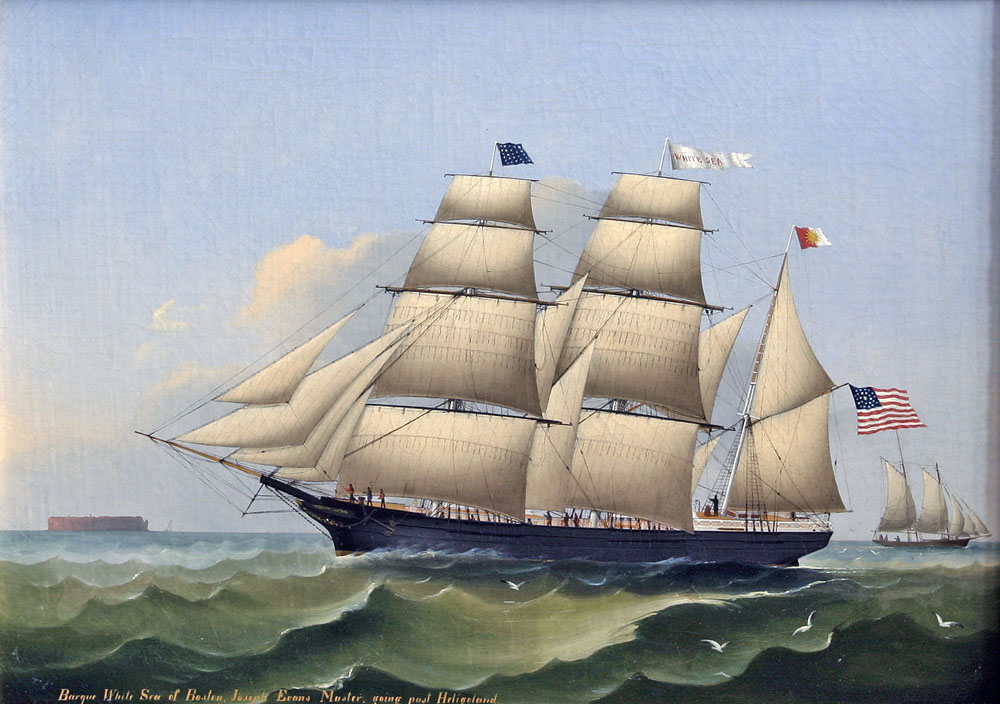
Barque „White Sea“ of Boston

Heinrich Andreas Sophus Petersen (* 22. April 1834 in Altona; † 16. Februar 1916 in Hamburg) war ein deutscher Marinemaler.
Heinrich Andreas Sophus Petersen war Sohn und Schüler des Marinemalers Lorenz Petersen (1803–1870).
Er malte im Stil seines Vaters. Nach dem Tode von Lorenz Petersen begann er die Zusammenarbeit mit seinem Onkel Peter Christian Holm (1823–1888), der seit 1858 gemeinsam mit seinem Vater arbeitete.
Zu seinen Kunden gehörten meistens Kapitäne und Besitzer von Segelschiffen.
Er wohnte ständig in Altona, besuchte oft den Hamburger Hafen, um Segelschiffe zu malen. Er war Mitglied der Altonaer Freimaurerloge Carl zum Felsen.